# Ougrée
Ougrée (fr; em valão: Ougrêye) é uma cidade da Valônia e um distrito do município de Seraing, localizado na província de Liège, Bélgica. Era uma municipalidade independente antes da fusão de municípios em 1977. 
Os ex-futebolistas belgas Michel Preud'Homme, Gilbert Bodart e Christian Piot são naturais de Ougrée.

## História

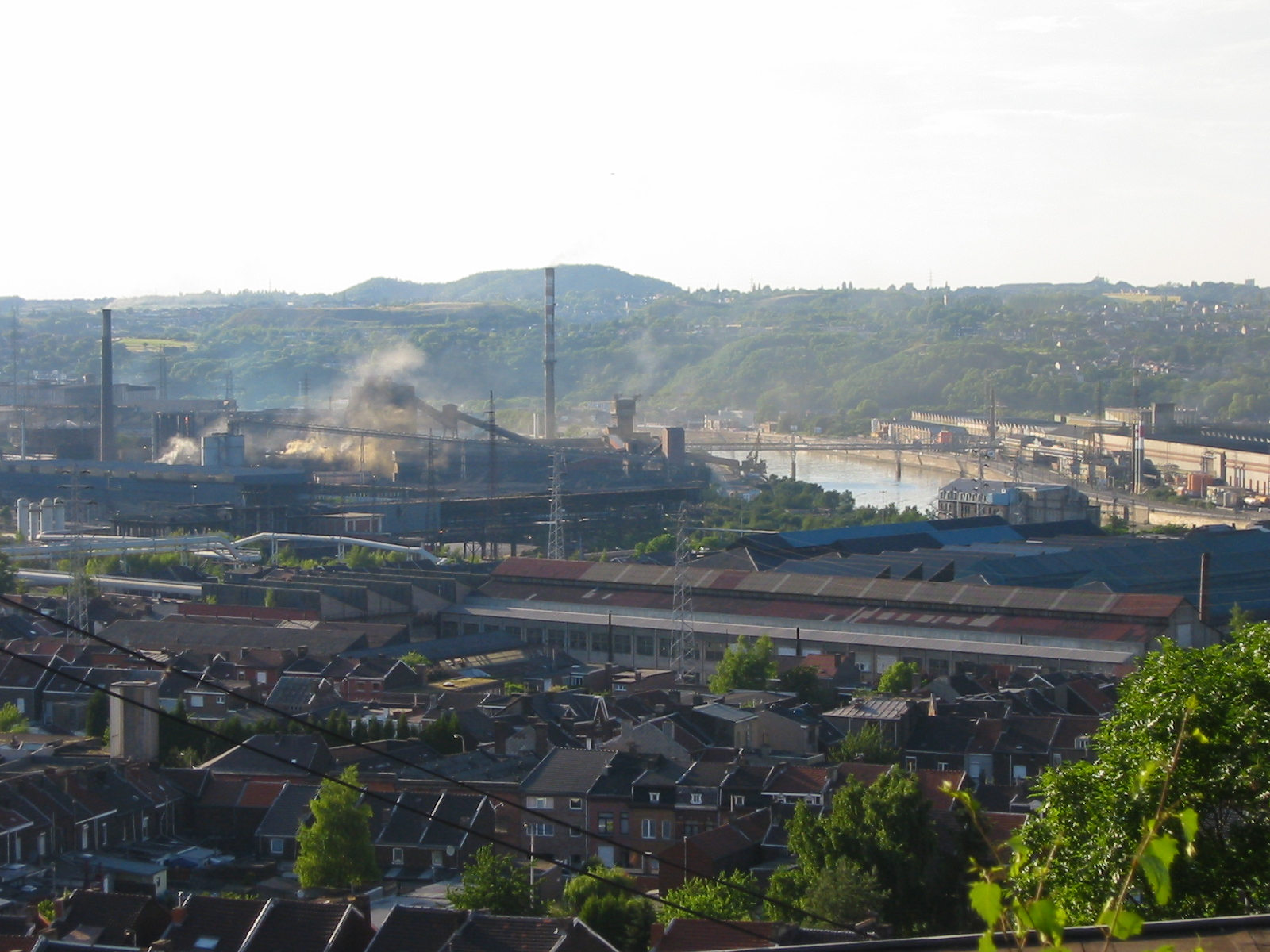
Panorama com a antiga coqueria de Cockerill.

Desde o século IX até a ocupação e anexação à França no final do século XVII, era uma enclave do Principado de Stavelot-Malmedy. A aldeia rural no início do século|XIX se desenvolveu em um subúrbio industrial, quando Charles Hubert Quirini-Goreux, em 1809, criou uma fundição que mais tarde se tornou a Fabrique de Fer d'Ougrée, e John Cockerill explorou minas de carvão, além de operar dois altos fornos, que foram finalmente fechados em 2005. A coqueria criada por Cockerill, último testemunho de um passado industrial pesado, foi fechada no final de junho de 2014.
Após um século e meio de indústria pesada e poluição, e após o luto pela sua despedida, a cidade busca uma nova vida, mais verde, sem negar seu patrimônio industrial. Há grandes expectativas para a reabertura da antiga linha ferroviária de mercadorias 125a como linha de subúrbio e para a integração do bairro à área metropolitana de Liège.

## Evolução demográfica
- 1831 até 1970: censos
- 1976: número de habitantes em 31 de dezembro.

Fontes: INS